# إريش لودندورف

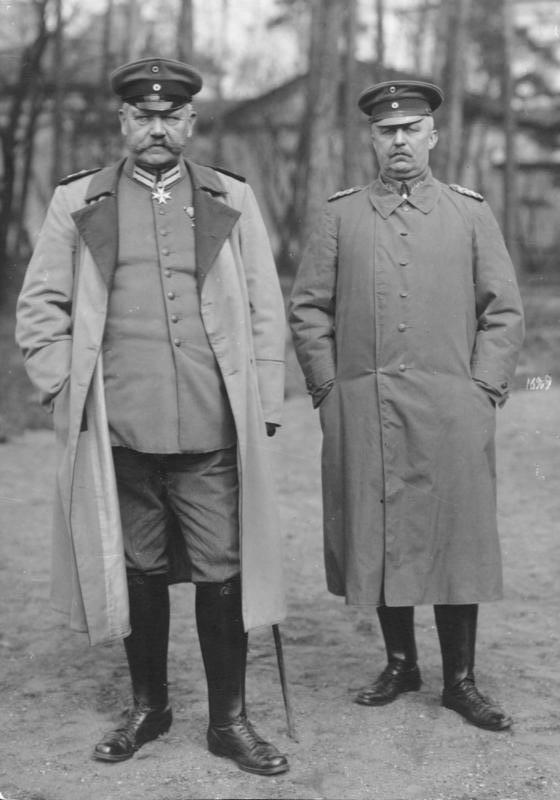
إريش لودندورف (على اليمين) مع هندنبورغ

إريش فريدريش فيلهلم لودندورف (بالألمانية: Erich Ludendorff) (ولد في 9 أبريل 1865 -توفي في 20 ديسمبر 1937) هو جنرال ونائب رئيس اركان الجيش الألماني وصانع النصر في معركة لياج (و هي عميلة غزو بلجيكا وكانت أول عملية عسكرية في الحرب العالمية الأولى) ومع الجنرال باول فون هيندنبورغ صانعي النصر في معركة تاننبرغ ضد القوات الروسية في الأيام الأولى للحرب. في أغسطس 1916 عُين ضابطًا في هيئة أركان الحرب، مما جعله أكثر قربًا من الجنرال هندنبورغ، ومن هنا بدأ
بإدارة دفة الحرب حتى استقالته في أكتوبر 1918.

## حياته الباكرة
ولد في كروزونيا في مقاطعة بوسين في بولندا، كان الثالث بين ستة أطفال، ودرس في مدرسة كادت وكان لديه تميز في الرياضيات وكان متفوقاً في صفه وهي نفس المدرسة التي كان يدرس فيها هاينز جوديريان والتي خرجت كثير من الضباط الالمان المتميزيين.

## تدرجه في العسكرية
في عام 1885 كان مجندًا كملازم أول في فوج المشاة السابع والخمسين، في الأعوام الثمانية التالية خدم كملازم أول في فوج البحرية الثاني في كيل وويلهلمشافن وفي حرس رماة القنابل الثامن في فرانكفورت، في عام 1893 وبتوصية من الجنرال ميكيل لتعيينه في هيئة أركان الحرب الرئيسية، عُين في هيئة اركان الحرب الألمانية الرئيسية في 1894, وتدرج في الرتب ليصبح من كبار ضباط هيئة اركان الحرب1902-1904, في عام 1905 التحق بالقطاع الثاني لهيئة اركان الحرب العظمى في برلين وأصبح المسؤول عن حشد القطاعات حتى عام 1913, وأصبح عقيداً في الجيش.

## الحرب العالمية الأولى
في أبريل 1914 أصبح لواءً وسُلم قيادة لواء المشاة ال85 في ستراسبورغ.
مع اندلاع الحرب عُين كنائب لرئيس هيئة اركان الحرب للجيش الألماني الثاني الجنرال كارل فون بيولو، كما شارك في عملية ليك في بلجيكا، وخطط مع ماكس هوفمان لعمليات ناجحة في تاننبرغ ضد الروس.
بعد الهدنة كتب لودندورف كتباً لام فيها اليساريين للذل والخزي الذي وقع على ألمانيا في معاهدة فرساي، كما تكلم عن اليهود وحبهم للمال والاستثمار أكثر من حبهم واخلاصهم للوطن.

## نشاطه السياسي
كانت حكومة فايمار تسعى لارسال لودندورف مع عدد من الضباط الالمان لاعادة هيكلة الجيش البرتغالي ولكن قيود معاهدة فرساي منعت ذلك،
حث ادولف هتلر لودندورف للمشاركة في عملية انقلاب بير هول (بالألمانية: Beer Hall Putsch) لقلب النظام في عام 1923, ولكنه بُريء، وأصبح نائباً في البرلمان ورشح نفسه في الانتخابات الرئاسية مع بول فون هايندنبيرغ وحصل على 285793 صوت، سمعته تضررت بمشاركته في العصيان المسلح
و لكن قليل من اللوم طاله وظلت سمعتة كبطل حرب مثل هايندنبيرغ.

## مؤلفاته
عرض لودندورف آراءه عن الحرب الشاملة في كتابه:
«Der Totale Krieg» طبع ميونخ سنة 1935، وقد خلف وراءه سجلا لتجاربه في الحرب والنتائج التي خرج بها من هذه التجارب في كتابيه:

.1919 ,Meine Kriegserinnerungen, Munich

.Kriegfuhrung und politik, Berlin, 1922
وقد طبع الأول في طبعة باللغة الإنجليزية بعنوان:

.My War Memories: Ludendorff's Own Story, August 1914- November 1918, New York, 1919

## وفاته
في عام 1928 استقال لودندورف وتنحى من الحزب النازي، ولم يعد مؤيدا لهتلر حيث أصبح يعتبره كسياسي تلاعبي وعندما أصبح هتلر مستشارا لالمانيا، أبرق لودندورف برسالة إلى بول فون هندنبورغ قال فيها: «بتعيينك لهتلر كمستشار لألمانيا سلمت أرض الأجداد الألمانية المقدسة لواحد من أكثر الرجال خطورة عبر الازمنة، انا اتنبأ لك بان هذا الرجل الشرير سوف يغرق امبراطوريتنا (الرايخ) في جهنم ويصيب امتنا ببلاء لا حد له، أجيال المستقبل سوف تلعنك في قبرك لهذه الخطوة».
في عام 1935 قام هتلر بزيارة مفاجئة له واراد ان يجعل منه مارشال ميداني، بصورة حنقة رد لودندورف بأن «المارشال الميداني يولد لا يصنع»، توفي في توتزنغ وضد رغبته اقيمت له جنازة علنية وحضرها هتلر ولكنه رفض الحديث.

## روابط خارجية
- إريش لودندورف على موقع IMDb (الإنجليزية)
- إريش لودندورف على موقع الموسوعة البريطانية (الإنجليزية)
- إريش لودندورف على موقع قاعدة بيانات الأفلام السويدية (السويدية)
- إريش لودندورف على موقع قاعدة بيانات الفيلم (الإنجليزية)
- إريش لودندورف على موقع كينوبويسك (الروسية)